# Tupolev ANT-31
Il Tupolev ANT-31 (in cirillico Туполев АНТ-31) era un aereo da caccia monoplano, progettato intorno alla metà degli anni trenta in Unione Sovietica dallo TsAGI, all'epoca diretto da Andrej Nikolaevič Tupolev.
Viene indicato anche con la sigla I-14 (dal cirillico И-14: Истребитель -Istrebitelʹ- letteralmente "combattente" numero 14), relativa alla destinazione prevista nell'impiego con la Sovetskie Voenno-vozdušnye sily.
Viene talvolta indicato come Sukhoi I-14, in ragione del fatto che all'interno dell'articolata struttura dello TsAGI il progetto venne seguito direttamente dal gruppo guidato da Pavel Osipovič Suchoj.

## Storia del progetto
Nel 1932 i vertici dell'aviazione sovietica indicarono i requisiti tecnici per la realizzazione di un nuovo velivolo da caccia con il quale dotare i propri reparti: monoplano interamente metallico, il nuovo aereo doveva avere una velocità massima compresa fra i 340 ed i 400 km/h, autonomia di volo di 500 km, capacità di salire a 5 000 m di quota nel tempo massimo di 7 minuti; l'armamento in dotazione doveva essere costituito da due cannoni.
Sulla base di tali specifiche furono realizzati tre progetti: oltre a quello dell'ANT-31, due furono concepiti in seno allo TsKB (Tsentralnoye Konstruktorskoye Byuro, traducibile con "Ufficio Centrale di Progettazione") uno dei quali, identificato come TsKB-12, avrebbe dato vita al Polikarpov I-16.
Il progetto dell'ANT-31 era, per l'epoca, all'avanguardia: si trattò del primo velivolo da caccia al mondo a combinare la formula monoplana con il carrello d'atterraggio retrattile, gli ammortizzatori idraulici, le ruote frenate e la cabina di pilotaggio completamente chiusa.
Il prototipo così realizzato, motorizzato con un radiale Bristol Mercury, venne portato in volo per la prima volta il 27 maggio del 1933, equipaggiato con carrello fisso dotato di sci.
L'esito delle prove non fu considerato soddisfacente e pertanto, sulla scorta delle risultanze ottenute, venne realizzato un secondo prototipo (la cui denominazione viene a seconda dei casi indicata come ANT-31bis I-14bis o I-142) modificato nel rivestimento, nella cabina (secondo alcuni con tettuccio scorrevole, ma altre fonti indicano che avesse solo un parabrezza fisso), dotato di carrello d'atterraggio con carreggiata più stretta ed equipaggiato con unità motrice di maggior potenza, nello specifico un Wright R-1820 Cyclone (motore che veniva prodotto in Unione Sovietica su licenza, con la denominazione M-25).
Il nuovo prototipo fu pronto nel febbraio del 1934 e, dopo i primi test presso l'impianto che ne curò la costruzione, prese parte alla parata aerea del 1º Maggio durante la quale fu portato in volo in formazione con un esemplare dei contemporanei caccia I-15 ed I-16.
Le prestazioni del nuovo velivolo risultarono considerevolmente migliorate e le valutazioni espresse nei rapporti dell'epoca classificarono l'aereo come in grado di competere con i più noti caccia allora in servizio, per quanto il presentarsi di nuovi problemi di stabilità (in modo particolare nelle virate verso destra compiute a velocità elevate) richiesero la modifica nel disegno della zona posteriore della fusoliera.
Il risultato finale delle migliorie apportate all'ANT-31 venne con l'ordine da parte della V-VS di un lotto di 55 velivoli le cui consegne ebbero inizio nel corso del 1935.

## Tecnica

### Cellula
Il Tupolev ANT-31 era un monoplano ad ala bassa realizzato esclusivamente in materiali metallici; la fusoliera era di tipo monoscocca costruita con l'impiego di una particolare lega di alluminio definita "Kol'čugalluminio" (in cirillico Кольчугалюминий) e dotata di rivestimento lavorante di tipo liscio; aveva ampia sezione circolare, per raccordarsi alla linea del motore di tipo radiale. Nel primo prototipo l'abitacolo, disposto in corrispondenza del bordo d'uscita alare, era completamente chiuso da una cappottina vetrata, soluzione accantonata nel caso del secondo prototipo; in questo secondo caso, tuttavia, le fonti reperite non indicano in modo univoco la configurazione utilizzata (si trovano indicazioni circa l'impiego sia di abitacolo aperto con parabrezza fisso che di abitacolo con capottatura scorrevole).
L'ala era a sbalzo con angolo di diedro positivo a partire dalla sezione centrale e presentava rivestimento realizzato con l'impiego di lamiera ondulata, abbandonato però con il prototipo ANT-31bis in favore (anche in questo caso) della lamiera liscia. L'impennaggio era di tipo cruciforme con gli elementi orizzontali controventati per mezzo di cavetti d'acciaio.
Il carrello d'atterraggio era di tipo triciclo posteriore, con le gambe di forza principali ammortizzate idraulicamente; era disposto nella parte centrale (ai limiti della sezione della fusoliera), si ritraeva verso l'esterno (le ruote alloggiavano, di piatto, nello spessore alare) ed era caratterizzato dalla carreggiata di misura piuttosto ridotta. All'estremità posteriore della fusoliera era presente un pattino d'atterraggio.

### Motore
Il prototipo dell'ANT-31 era equipaggiato con il radiale a 9 cilindri, di produzione britannica Bristol Mercury: si trattava di un motore dotato di compressore meccanico, in grado di sviluppare la potenza di 580 hp.
Il Mercury, tuttavia, durante le prime prove evidenziò problemi di surriscaldamento e, malgrado durante i test il velivolo avesse fatto registrare la velocità più elevata mai raggiunta da un velivolo sovietico in volo livellato (384 km/h), venne deciso che il secondo esemplare sarebbe stato equipaggiato con il motore statunitense Wright R-1820 Cyclone 9 (anch'esso radiale a 9 cilindri) che era dotato di maggior potenza (712 hp) ed aveva, tra l'altro, il vantaggio di essere prodotto su licenza dalle industrie di stato sovietiche.
Sui velivoli prodotti in serie venne quindi impiegata la versione sovietica del Cyclone, lo Shvetsov M-25, capace di sviluppare la potenza di 700 hp, con l'intenzione di passare alla versione M-25A (da 730 hp) appena questa fosse stata disponibile.

### Armamento
Anche circa l'armamento da impiegare, lo sviluppo dell'ANT-31 subì un considerevole processo evolutivo: il primo equipaggiamento era costituito da due cannoni senza rinculo APK-11 (calibro 37 mm), disposti al di sotto delle ali e da una mitragliatrice PV-1 (calibro 7,62 mm) installata nella fusoliera e sparante (tramite dispositivo di sincronizzazione) attraverso il disco dell'elica.
I problemi di messa a punto del cannone da 37 mm (opera di Leonid Vasil’evič Kurčevskij) portarono alla sua sostituzione con un'arma calibro 20 mm; le fonti, tuttavia, non concordano sulla dotazione delle macchine di serie, per cui da un lato vengono fornite indicazioni relative all'utilizzo di due cannoni (nelle ali) e due mitragliatrici (in fusoliera) ma dall'altro viene riportata l'installazione di un solo cannone e di una sola mitragliatrice.

## Impiego operativo
I primi esemplari di serie dell'ANT-31, impiegati con la denominazione I-14, vennero consegnati alla V-VS nel 1935 ma nel frattempo il concorrente Polikarpov I-16 aveva dimostrato di essere una macchina formidabile sulla cui produzione furono concentrate le risorse delle autorità militari.
La produzione dell'ANT-31 fu pertanto interrotta dopo il diciottesimo (o ventiduesimo) esemplare ed anche questi velivoli furono ben presto dismessi dai reparti dell'aviazione sovietica.

## Utilizzatori
Unione Sovietica
- Voenno-vozdušnye sily SSSR

### Annotazioni
1. ↑  la traslitterazione dall'alfabeto cirillico di "Сухой" è effettuata secondo il sistema anglosassone utilizzato nelle fonti prese a riferimento.
2. ↑  in questo caso la traslitterazione è effettuata secondo il sistema ISO 9, impiegato come standard convenzionale nelle pagine di Wikipedia in lingua italiana.
3. ↑  traslitterazione ancora una volta secondo il sistema anglosassone, utilizzato nella fonte di riferimento.
4. ↑  dal nome della località, Kol'čugino, nel quale aveva sede lo stabilimento di produzione.